# Ligne de trolleybus 23 (Liège)
Ne doit pas être confondu avec la Ligne de trolleybus 36 (Liège) renumérotée 23 en 1964.
La ligne 23 est une ancienne ligne du trolleybus de Liège qui a fonctionné entre 1934 et 1939.

## Histoire
En mai 1934, la ligne 23 est mise en service. Elle a pour objectif de remplacer la ligne de tramway 3. En juin 1934, la ligne est modifiée jusqu'à l'arrêt "Hors-Château" et en septembre 1938 elle a été modifiée pour aller jusqu'à l'arrêt "Place Bonne Fortune". En janvier 1939 , on assiste à la suppression de la ligne dont l'itinéraire est repris par la ligne 24.